# Kiramune
Kiramune（キラミューン）は、バンダイナムコミュージックライブ（旧ランティス、バンダイナムコライブクリエイティブ）とバンダイナムコフィルムワークス（旧バンダイビジュアル）によるレコードレーベル。

## 概要
アニメ・ゲーム等で活躍し、声優界を牽引している男性声優が、自らの武器である"声"を駆使して、パーソナルな表現の幅を広げるエンターテインメントの場として2009年4月に当時のランティスとバンダイビジュアルが立ち上げたエンターテインメントレーベル。
音楽活動のみにとどまらず、エンターテインメントにこだわった音楽イベント『キラフェス』や、役者としての本領を十分に感じることが出来る『リーディングライブ』（朗読劇）など"声"をきっかけとした表現の可能性をとことん追求している。
レーベル名は「きらきら」「コミュニティ」「ミュージック」の三単語を合わせた造語で、音を通じユーザーと様々なコミュニケーションを測り、映像・音楽業界を更に盛り上げようという意味が込められている。

## 沿革
2009年
- 4月 - 岩田光央・鈴村健一の2人組ユニット「CONNECT」を第1弾アーティスト[2]、入野自由を第2弾アーティスト、神谷浩史を第3弾アーティストとしてレーベル始動。
- 11月 - 浪川大輔レーベル加入発表。『Kiramune Music Festival』開催。

2010年
- 5月 - 入野自由・神谷浩史の2人組ユニット「KAmiYU」結成。
- 7月 - 柿原徹也レーベル加入発表。

2011年
- 4月 - Kiramune Presents『江口拓也と木村良平と代永翼のキラキラ☆ビート』配信開始。（Trignal加入）
- 10月 - 岡本信彦レーベル加入発表。

2012年
- 4月 -『Kiramune Fan Meeting』開催。
- 6月 - Kiramune Presents 『Trignalのキラキラ☆ビートR』配信開始。
- 10月 -『リーディングライブ』開催。

2013年
- 4月 - 吉野裕行レーベル加入発表。

2014年
- 10月 -『浪川大輔・吉野裕行のネゴト』放送開始。
- 12月 - 浪川大輔・吉野裕行の2人組ユニット「Uncle Bomb」結成。「CONNECT」が一旦活動休止。

2015年
- 4月 - Kiramuneオフィシャルファンクラブ『Kiramune Star Club』設立。
- 11月 - Kiramune初冠番組『Kiramuneカンパニー』パイロット版の放送開始。

2016年
- 4月 -『KiramuneカンパニーR/L』レギュラー放送開始。

2017年
- 7月 -「Uncle Bomb」の冠バラエティ番組『おじさん爆弾』放送開始。
- 9月 - Kiramuneレーベルでの活動5周年を迎えた、岡本信彦×Trignalによるコラボシングル『光を/Tic Tac Anniversary』を発売。
- 11月 -『Kiramune Fan Meeting in SHIZUOKA』にて上村祐翔・千葉翔也・保住有哉・堀江瞬・吉永拓斗の新メンバー加入を発表。Kiramune Presents『僕らのMusic Park』配信開始。

2021年
- 1月 - 江口拓也個人名義でのアーティストデビューを発表。
- 12月 - SparQlewの千葉翔也がKiramuneを卒業[3]。

2024年
- 6月 - 入野自由がソロ活動終了しKiramuneを卒業[4]。

## 所属アーティスト・ユニット
| 加入日         | デビュー日     | アーティスト・ユニット                           | カラー         |
| -------------- | -------------- | ------------------------------------------------ | -------------- |
| 2009年4月      | 2009年4月24日  | CONNECT（岩田光央・鈴村健一）                    | 青             |
| 2009年4月      | 2009年6月24日  | 入野自由                                         | 赤             |
| 2009年4月      | 2009年8月26日  | 神谷浩史                                         | 紫             |
| 2009年11月     | 2010年6月23日  | 浪川大輔                                         | 黄色           |
| 2010年5月11日  | 2010年11月6日  | KAmiYU（神谷浩史・入野自由）                     | ライトピンク   |
| 2010年7月      | 2010年11月24日 | 柿原徹也                                         | 緑             |
| 2011年10月24日 | 2012年5月23日  | 岡本信彦                                         | 白             |
| 2011年4月10日  | 2012年12月12日 | Trignal（江口拓也・木村良平・代永翼）            | 水色           |
| 2013年4月24日  | 2013年8月28日  | 吉野裕行                                         | ピンク         |
| 2014年12月13日 | 2015年5月9日   | Uncle Bomb（浪川大輔・吉野裕行）                 | なし           |
| 2017年11月19日 | 2019年1月1日   | SparQlew（上村祐翔・保住有哉・堀江瞬・吉永拓斗） | ミントグリーン |
| 2011年4月10日  | 2021年4月21日  | 江口拓也                                         | ゴールド       |

## Kiramune Music Festival
毎年Kiramuneレーベルのアーティストが集まり個々の楽曲を披露するフェス。キラフェスの愛称で親しまれる
| タイトル | 日付             | 出演者                                                                        | ゲスト                                  | 会場                                       |
| -------- | ---------------- | ----------------------------------------------------------------------------- | --------------------------------------- | ------------------------------------------ |
| 2009     | 11月29日         | CONNECT、入野自由、神谷浩史                                                   | Jin-Ger PARADISE （藤崎貴史・浪川大輔） | NHKホール                                  |
| 2010     | 11月6日・11月7日 | CONNECT、入野自由、神谷浩史、浪川大輔、柿原徹也                               |                                         | 幕張メッセ・ 国際展示場ホール              |
| 2012     | 3月17日・3月18日 | CONNECT、入野自由、神谷浩史、浪川大輔、柿原徹也、岡本信彦、Trignal            |                                         | 幕張メッセ・ イベントホール                |
| 2013     | 4月13日・4月14日 | CONNECT、神谷浩史、浪川大輔、柿原徹也、岡本信彦、Trignal                      |                                         | 幕張メッセ・ イベントホール                |
| 2014     | 3月22日・3月23日 | CONNECT、入野自由、神谷浩史、浪川大輔、柿原徹也、岡本信彦、Trignal、吉野裕行  |                                         | 横浜アリーナ                               |
| 2015     | 5月9日・5月10日  | 入野自由、神谷浩史、浪川大輔、柿原徹也、岡本信彦、Trignal、吉野裕行           |                                         | 横浜アリーナ                               |
| 2016     | 6月4日・6月5日   | 入野自由、神谷浩史、浪川大輔、柿原徹也、岡本信彦、Trignal、吉野裕行           |                                         | さいたまスーパーアリーナ（アリーナモード） |
| 2017     | 3月4日・3月5日   | 神谷浩史、浪川大輔、柿原徹也、岡本信彦、Trignal、吉野裕行                     |                                         | 横浜アリーナ                               |
| 2018     | 3月10日・3月11日 | 入野自由、神谷浩史、浪川大輔、柿原徹也、岡本信彦、Trignal、吉野裕行           | SparQlew                                | 横浜アリーナ                               |
| 2019     | 4月27日・4月28日 | 入野自由、神谷浩史、浪川大輔、柿原徹也、岡本信彦、Trignal、吉野裕行、SparQlew | CONNECT                                 | メットライフドーム                         |
| 2023     | 5月13日          | 神谷浩史、浪川大輔、柿原徹也、岡本信彦、吉野裕行、SparQlew、江口拓也          | Trignal                                 | 横浜アリーナ                               |
| 2023     | 5月14日          | 神谷浩史、浪川大輔、柿原徹也、岡本信彦、吉野裕行、SparQlew、江口拓也          | 入野自由、Trignal                       | 横浜アリーナ                               |
| 2024     | 5月11日          | 入野自由、神谷浩史、浪川大輔、柿原徹也、岡本信彦、吉野裕行、SparQlew          | Trignal                                 | 横浜アリーナ                               |
| 2024     | 5月12日          | 入野自由、神谷浩史、浪川大輔、柿原徹也、岡本信彦、SparQlew                    | Trignal                                 | 横浜アリーナ                               |
| 2025     | 5月10日・5月11日 | 神谷浩史、浪川大輔、柿原徹也、岡本信彦、吉野裕行、SparQlew、江口拓也          |                                         | 横浜アリーナ                               |

## Kiramune Fan×Fun Time
2021年から始まったKiramuneの新しい形のライブで、キラフェスとファンミーティングの中間の立ち位置のライブイベント。通称『FFT』。
| タイトル | 日付           | 出演者                                                               | ゲスト     | 会場                         |
| -------- | -------------- | -------------------------------------------------------------------- | ---------- | ---------------------------- |
| 2021     | 5月8日・5月9日 | 神谷浩史、浪川大輔、柿原徹也、岡本信彦、SparQlew、吉野裕行、江口拓也 |            | 横浜アリーナ                 |
| 2022     | 5月14日        | 神谷浩史、柿原徹也、岡本信彦、江口拓也                               | Trignal    | 武蔵野の森総合スポーツプラザ |
| 2022     | 5月15日        | 神谷浩史、柿原徹也、SparQlew、江口拓也                               | Trignal    | 武蔵野の森総合スポーツプラザ |
| 2022     | 5月28日        | 神谷浩史、浪川大輔、柿原徹也、吉野裕行                               | Uncle Bomb | 日本ガイシホール             |
| 2022     | 5月29日        | 神谷浩史、柿原徹也、岡本信彦、SparQlew、江口拓也                     | Trignal    | 日本ガイシホール             |

## Kiramune Fan Meeting
「イベントはどうしても東京近郊での開催が中心になってしまうので、出来るだけ東京から離れたファンの所にも行こう」というコンセプトで2012年に企画され、以後毎年開催されている。2015年以降は公式ファンクラブ「Kiramune Star Club」会員限定のイベントとして開催される。内容は主にトークやライブなど。
| タイトル                                         | 日付           | 出演者                                                                         | 会場                           |
| ------------------------------------------------ | -------------- | ------------------------------------------------------------------------------ | ------------------------------ |
| Kiramune 3rd Anniversary Fan Ｍeeting in OKINAWA | 2012年4月29日  | CONNECT、入野自由、神谷浩史、浪川大輔、柿原徹也                                | ミュージックタウン音市場       |
| in SAPPORO                                       | 2013年6月22日  | 神谷浩史、浪川大輔、柿原徹也、岡本信彦、Trignal                                | サッポロファクトリーホール     |
| in FUKUOKA                                       | 2014年5月11日  | CONNECT、浪川大輔、木村良平、吉野裕行                                          | Zepp Fukuoka                   |
| in NIIGATA                                       | 2014年7月5日   | CONNECT、神谷浩史、柿原徹也、江口拓也                                          | りゅーとぴあ                   |
| in OSAKA                                         | 2014年9月13日  | CONNECT、入野自由、神谷浩史、浪川大輔、柿原徹也、岡本信彦、Trignal、吉野裕行   | グランキューブ大阪             |
| in YOKOHAMA                                      | 2014年11月23日 | CONNECT、入野自由、神谷浩史、浪川大輔、柿原徹也、岡本信彦、Trignal、吉野裕行   | パシフィコ横浜 国立大ホール    |
| in TAKAMATSU                                     | 2015年1月11日  | 入野自由、神谷浩史、浪川大輔、岡本信彦、代永翼                                 | アルファあなぶきホール         |
| in SENDAI                                        | 2015年7月19日  | 入野自由、神谷浩史、浪川大輔、柿原徹也、岡本信彦、Trignal、吉野裕行            | ゼビオアリーナ仙台             |
| in KURASHIKI                                     | 2016年4月30日  | 入野自由、浪川大輔、柿原徹也、岡本信彦、木村良平                               | 倉敷市民会館                   |
| in KANAZAWA                                      | 2016年11月12日 | 入野自由、神谷浩史、江口拓也、代永翼、吉野裕行                                 | 本多の森ホール                 |
| in KYOTO                                         | 2017年7月8日   | 神谷浩史、浪川大輔、江口拓也、木村良平、吉野裕行                               | ロームシアター京都             |
| in SHIZUOKA                                      | 2017年11月19日 | 神谷浩史、浪川大輔、柿原徹也、岡本信彦、代永翼                                 | 静岡市民文化会館 大ホール      |
| in KAGOSHIMA                                     | 2018年6月17日  | 浪川大輔、岡本信彦、代永翼、吉野裕行、SparQlew                                 | 鹿児島市民文化ホール 第1ホール |
| in MORIOKA                                       | 2018年11月18日 | 入野自由、神谷浩史、柿原徹也、江口拓也、木村良平                               | 岩手県民会館                   |
| in HIROSHIMA                                     | 2019年6月30日  | 神谷浩史、柿原徹也、木村良平、代永翼、上村祐翔、堀江瞬、吉永拓斗               | 広島文化学園HBGホール          |
| in UTSUNOMIYA                                    | 2019年11月24日 | 神谷浩史、岡本信彦、江口拓也、吉野裕行、千葉翔也、保住有哉                     | 宇都宮市文化会館 大ホール      |
| オンライン2020                                   | 2020年11月14日 | 神谷浩史、柿原徹也、岡本信彦、木村良平、代永翼、上村祐翔、堀江瞬、吉永拓斗     | オンライン限定                 |
| オンライン2021                                   | 2021年2月11日  | 神谷浩史、浪川大輔、柿原徹也、岡本信彦、江口拓也、千葉翔也、保住有哉           | オンライン限定                 |
| in KOBE                                          | 2021年11月7日  | 柿原徹也、岡本信彦、江口拓也、保住有哉、吉永拓斗                               | 神戸国際会館こくさいホール     |
| in KUMAMOTO                                      | 2022年11月13日 | 神谷浩史、浪川大輔、吉野裕行、江口拓也                                         | 熊本城ホール メインホール      |
| in OTSU                                          | 2023年7月30日  | 入野自由、浪川大輔、岡本信彦、吉野裕行、上村祐翔、吉永拓斗                     | 大津市民会館 大ホール          |
| in MATSUMOTO                                     | 2023年11月19日 | 神谷浩史、柿原徹也、Trignal、保住有哉                                          | キッセイ文化ホール             |
| in MATSUYAMA                                     | 2024年7月14日  | 柿原徹也、岡本信彦、保住有哉、堀江瞬                                           | 松山市民会館 大ホール          |
| in AOMORI                                        | 2024年11月24日 | 神谷浩史、浪川大輔、吉野裕行、上村祐翔、吉永拓斗、江口拓也                     | リンクステーションホール青森   |
| in TAKASAKI                                      | 2025年11月16日 | 神谷浩史、浪川大輔、岡本信彦、吉野裕行、上村祐翔、保住有哉、吉永拓斗、江口拓也 | 群馬音楽センター               |

## リーディングライブ
2012年から毎年開催されている、Kiramuneメンバーにゲストを交えて行われる「舞台」でも「朗読劇」でも無い新しい形のコンテンツ。同一内容の公演でも回によってキャストが異なる。
2012年から2020年までは毎年10月に新作タイトルを上演、加えて2021年からは過去作の再演を4月に上演の年2タイトルを上演している。

### 鍵のかかった部屋
原作：貴志祐介『鍵のかかった部屋』を朗読劇化。
- 2012年10月27日・10月28日：舞浜アンフィシアター（千葉）[45][46]

| 日程       | キャスト | キャスト | キャスト   | キャスト | キャスト   | キャスト |
| 2012年10月 | 榎本径   | 青砥純   | 会田愛一郎 | 高澤芳男 | 高澤美樹   | 刑事     |
| ---------- | -------- | -------- | ---------- | -------- | ---------- | -------- |
| 27日夜     | 神谷浩史 | 入野自由 | 野島健児   | 木村良平 | 庄司宇芽香 | 三宅淳一 |
| 28日昼夜   | 神谷浩史 | 浪川大輔 | 野島健児   | 吉野裕行 | 庄司宇芽香 | 三宅淳一 |

### 悪魔のリドル〜escape 6〜
原作：高河ゆん『悪魔のリドル』を『悪魔のリドル〜escape 6〜』として朗読劇化
- 2013年10月26日・10月27日：舞浜アンフィシアター（千葉）[48]

| 日程       | キャスト | キャスト | キャスト   | キャスト | キャスト        | キャスト   | キャスト   |
| 2013年10月 | 東兎角   | 一之瀬晴 | 犬飼伊介   | 走り鳰   | 番場真昼 / 真夜 | 設楽椿     | カイバ先生 |
| ---------- | -------- | -------- | ---------- | -------- | --------------- | ---------- | ---------- |
| 26日夜     | 島﨑信長 | 岡本信彦 | 浪川大輔   | 野島健児 | 神谷浩史        | 置鮎龍太郎 | 進藤尚美   |
| 27日昼     | 江口拓也 | 代永翼   | 諏訪部順一 | 吉野裕行 | 中村悠一        | 小西克幸   | 進藤尚美   |
| 27日夜     | 木村良平 | 柿原徹也 | 浪川大輔   | 吉野裕行 | 神谷浩史        | 小西克幸   | 進藤尚美   |

スタッフ
- 脚本：加藤陽一
- 演出：伊藤マサミ

### 5コントローラーズ+1
原案に水島精二、シナリオに綾奈ゆにこを起用したオリジナル脚本。2023年にはリニューアル版も公演されている。Hiroを中心に、個性豊かな登場人物がゲームを通じて成長していく。
- 2014年10月25日・10月26日：舞浜アンフィシアター（千葉）

| 日程       | キャスト | キャスト | キャスト | キャスト | キャスト | キャスト |
| 2014年10月 | Hiro     | Hashi    | Kamui    | Aoi      | Master   | Koma     |
| ---------- | -------- | -------- | -------- | -------- | -------- | -------- |
| 25日昼     | 江口拓也 | 神谷浩史 | 日野聡   | 岡本信彦 | 前野智昭 | 吉野裕行 |
| 25日夜     | 柿原徹也 | 浪川大輔 | 日野聡   | 木村良平 | 前野智昭 | 代永翼   |
| 26日昼     | 江口拓也 | 神谷浩史 | 石川界人 | 岡本信彦 | 野島健児 | 吉野裕行 |
| 26日夜     | 柿原徹也 | 浪川大輔 | 石川界人 | 木村良平 | 野島健児 | 代永翼   |

スタッフ
- 原案：水島精二
- シナリオ：綾奈ゆにこ
- 演出：伊藤マサミ
- 音楽：島秀行

#### 5コントローラーズ+1（2023年版）
- 2023年4月1日・2日：立川ステージガーデン（東京）

| 日程      | キャスト | キャスト | キャスト   | キャスト | キャスト | キャスト |
| 2023年4月 | ヒロ     | ハシー   | カムイ     | ポテチ   | マスター | ジョン   |
| --------- | -------- | -------- | ---------- | -------- | -------- | -------- |
| 1日昼     | 吉永拓斗 | 代永翼   | 堀江瞬     | 江口拓也 | 吉野裕行 | 浦和希   |
| 2日夜     | 吉永拓斗 | 代永翼   | 堀江瞬     | 江口拓也 | 吉野裕行 | 浦和希   |
| 1日夜     | 保住有哉 | 木村良平 | 阿座上洋平 | 上村祐翔 | 神谷浩史 | 岡本信彦 |
| 2日昼     | 保住有哉 | 木村良平 | 阿座上洋平 | 上村祐翔 | 神谷浩史 | 岡本信彦 |

スタッフ
- 原案・スーパーバイザー：水島精二
- シナリオ：綾奈ゆにこ
- 演出：伊藤マサミ
- 音楽：島秀行

### OTOGI狂詩曲
2013年に進戯団夢命クラシックスによって公演された同名の舞台を朗読劇化。様々なおとぎ話の登場人物が実在する「御伽界」が舞台。また、2021年には脚本をリメイクし『OTOGI狂詩曲-RE:Read-』として新キャストで再演。コロナウィルスの影響により延期されていたが、会場・日程が変更され、振替にて公演された。
- 2015年10月24日・10月25日：舞浜アンフィシアター（千葉）[54]

| 日程       | キャスト   | キャスト | キャスト | キャスト | キャスト | キャスト   |
| 2015年10月 | ただの太郎 | 浦島太郎 | 桃太郎   | 金太郎   | 赤鬼     | 青鬼       |
| ---------- | ---------- | -------- | -------- | -------- | -------- | ---------- |
| 24日昼     | 岡本信彦   | 柿原徹也 | 木村良平 | 吉野裕行 | 宮田幸季 | 野島裕史   |
| 25日夜     | 岡本信彦   | 柿原徹也 | 木村良平 | 吉野裕行 | 宮田幸季 | 野島裕史   |
| 24日夜     | 江口拓也   | 神谷浩史 | 浪川大輔 | 代永翼   | 野島健児 | 津田健次郎 |
| 25日昼     | 江口拓也   | 神谷浩史 | 浪川大輔 | 代永翼   | 野島健児 | 津田健次郎 |

スタッフ
- シナリオ・演出：伊藤マサミ
- 音楽：島秀行
- スーパーバイザー：水島精二

#### OTOGI狂詩曲-RE:Read-
- 2021年7月3日：森のホール21 大ホール（千葉）

| 日程      | キャスト   | キャスト | キャスト | キャスト | キャスト | キャスト | キャスト | キャスト | キャスト                              |
| 2021年7月 | ただの太郎 | 浦島太郎 | 桃太郎   | 金太郎   | 一寸法師 | 青鬼     | 赤鬼     | 天邪鬼   | 黒き鬼                                |
| --------- | ---------- | -------- | -------- | -------- | -------- | -------- | -------- | -------- | ------------------------------------- |
| 3日昼     | 吉永拓斗   | 上村祐翔 | 保住有哉 | 千葉翔也 | 堀江瞬   | 江口拓也 | 木村良平 | 神谷浩史 | 渡辺誠也 髙島洋樹 内木克洋 阿比留大樹 |
| 3日夜     | 吉永拓斗   | 上村祐翔 | 保住有哉 | 千葉翔也 | 堀江瞬   | 岡本信彦 | 代永翼   | 神谷浩史 | 渡辺誠也 髙島洋樹 内木克洋 阿比留大樹 |

スタッフ
- 演出：伊勢直弘
- 脚本・監修：伊藤マサミ
- 音楽：嶋秀行
- スーパーバイザー：水島精一
- 演出補：瑠香

### パンプキンファームの宇宙人
シナリオに綾部和を起用したオリジナル脚本。農場「パンプキンファーム」の裏山に、謎の宇宙船が墜落する。
- 2016年10月29日・10月30日：舞浜アンフィシアター（千葉）[56]

| 日程       | キャスト          | キャスト                  | キャスト        | キャスト              | キャスト                  | キャスト          |
| 2016年10月 | マロン （宇宙人） | シュトルーデル （農場主） | ガト （農夫頭） | ゴウガイ （新聞記者） | パリティービット （息子） | 砂糖 （大学院生） |
| ---------- | ----------------- | ------------------------- | --------------- | --------------------- | ------------------------- | ----------------- |
| 29日昼     | 木村良平          | 浪川大輔                  | 安元洋貴        | 保志総一朗            | 岡本信彦                  | 代永翼            |
| 30日夜     | 木村良平          | 浪川大輔                  | 安元洋貴        | 保志総一朗            | 岡本信彦                  | 代永翼            |
| 29日夜     | 吉野裕行          | 緑川光                    | 野島健児        | 神谷浩史              | 柿原徹也                  | 江口拓也          |
| 30日昼     | 吉野裕行          | 緑川光                    | 野島健児        | 神谷浩史              | 柿原徹也                  | 江口拓也          |

スタッフ
- シナリオ：綾部和
- 演出：伊藤マサミ
- 音楽：島秀行
- スーパーバイザー：水島精二

### Be-Leave
OTOGI狂詩曲、OTOGI狂詩曲-RE:Read-のスタッフ陣で制作され、神谷浩史がシナリオ協力を務めたオリジナル脚本。2022年には再演もされている。マンションの1フロアを舞台に、5つの部屋に住む人々と、そこに現れた一人の男による数日間を描いた物語。
- 2017年10月28日・29日：舞浜アンフィシアター（千葉）

| 日程       | キャスト | キャスト | キャスト | キャスト | キャスト | キャスト |
| 2017年10月 | 教師     | エリート | 乱暴者   | 世話焼き | 泣き虫   | 管理人   |
| ---------- | -------- | -------- | -------- | -------- | -------- | -------- |
| 28日昼     | 吉野裕行 | 岡本信彦 | 中井和哉 | 阪口大助 | 代永翼   | 神谷浩史 |
| 29日夜     | 吉野裕行 | 岡本信彦 | 中井和哉 | 阪口大助 | 代永翼   | 神谷浩史 |
| 28日夜     | 飛田展男 | 江口拓也 | 木村良平 | 野島健児 | 柿原徹也 | 浪川大輔 |
| 29日昼     | 飛田展男 | 江口拓也 | 木村良平 | 野島健児 | 柿原徹也 | 浪川大輔 |

スタッフ
- シナリオ：伊藤マサミ、伊勢直弘
- シナリオ協力：神谷浩史
- 演出：伊藤マサミ
- 音楽：島秀行
- スーパーバイザー：水島精二

#### Be-Leave（再演）
- 2022年4月16日・17日：舞浜アンフィシアター（千葉）

| 日程      | キャスト | キャスト | キャスト | キャスト | キャスト | キャスト |
| 2022年4月 | 教師     | エリート | 乱暴者   | 世話焼き | 泣き虫   | 管理人   |
| --------- | -------- | -------- | -------- | -------- | -------- | -------- |
| 28日昼夜  | 木村良平 | 上村祐翔 | 堀江瞬   | 保住有哉 | 吉永拓斗 | 神谷浩史 |
| 29日昼夜  | 江口拓也 | 上村祐翔 | 堀江瞬   | 保住有哉 | 吉永拓斗 | 吉野裕行 |

スタッフ
- シナリオ：伊藤マサミ、伊勢直弘
- シナリオ協力：神谷浩史
- 演出：伊藤マサミ
- 音楽：島秀行
- スーパーバイザー：水島精二

### カラーズ
シナリオに中尾浩之を起用したオリジナル脚本。義賊的詐欺グループが悪徳刑事を追い詰めるストーリー。
- 2018年10月27日・10月28日：舞浜アンフィシアター（千葉）

| 日程       | キャスト   | キャスト     | キャスト       | キャスト   | キャスト | キャスト   |
| 2018年10月 | 青柳スグル | 緑川ユウイチ | 黄金崎シンイチ | 赤井ゴロウ | シラサワ | 黒部イワオ |
| ---------- | ---------- | ------------ | -------------- | ---------- | -------- | ---------- |
| 27日昼     | 吉野裕行   | 柿原徹也     | 代永翼         | 野島健児   | 田中秀幸 | 浪川大輔   |
| 28日夜     | 吉野裕行   | 柿原徹也     | 代永翼         | 野島健児   | 田中秀幸 | 浪川大輔   |
| 27日夜     | 神谷浩史   | 木村良平     | 岡本信彦       | 江口拓也   | 井上和彦 | 三木眞一郎 |
| 28日昼     | 神谷浩史   | 木村良平     | 岡本信彦       | 江口拓也   | 井上和彦 | 三木眞一郎 |

スタッフ
- シナリオ：中尾浩之
- 演出：伊藤マサミ
- 音楽：島秀行
- スーパーバイザー：水島精二
- 協力：WOWOW、P.I.C.S.

#### カラーズ（再演）
- 2025年4月19日・20日：森のホール21 大ホール（千葉）

| 日程      | キャスト     | キャスト   | キャスト   | キャスト   | キャスト       | キャスト |
| 2025年4月 | 翠川ユウイチ | 神影イワオ | 青柳スグル | 赤井ゴロウ | 黄金崎シンイチ | シラサワ |
| --------- | ------------ | ---------- | ---------- | ---------- | -------------- | -------- |
| 19日昼    | 上村祐翔     | 神谷浩史   | 江口拓也   | 代永翼     | 吉永拓斗       | 飛田展男 |
| 20日夜    | 上村祐翔     | 神谷浩史   | 江口拓也   | 代永翼     | 吉永拓斗       | 飛田展男 |
| 19日夜    | 堀江瞬       | 吉野裕行   | 木村良平   | 保住有哉   | 岡本信彦       | 飛田展男 |
| 20日昼    | 堀江瞬       | 吉野裕行   | 木村良平   | 保住有哉   | 岡本信彦       | 飛田展男 |

スタッフ
- シナリオ：中尾浩之
- 演出：伊藤マサミ
- 音楽：佐々木裕
- アソシエイトプロデューサー：水島精二

### 密室の中の亡霊 幻視探偵
シナリオに相沢沙呼を起用したオリジナル脚本。2024年4月に再演が実施された。探偵の元へ、およそ100年前に起きたという過去の事件を解決してもらいたいという奇妙な依頼が舞い込むストーリー。
- 2019年
  - 10月19日・10月20日：オリックス劇場（大阪）
  - 10月26日・10月27日：舞浜アンフィシアター（千葉）

| 日程       | キャスト          | キャスト          | キャスト          | キャスト                | キャスト          | キャスト          | キャスト          | キャスト        |
| 2019年10月 | 暁玄十朗 （探偵） | 斗真摂理 （助手） | 三条透 （依頼人） | 三条虚霊 （心霊研究家） | 浅野宗一 （医師） | 鹿島正次 （軍人） | 笹木三郎 （作家） | 田辺清 （書生） |
| ---------- | ----------------- | ----------------- | ----------------- | ----------------------- | ----------------- | ----------------- | ----------------- | --------------- |
| 19日昼・夜 | 神谷浩史          | 吉野裕行          | 千葉翔也          | 古川登志夫              | 野島健児          | 木村良平          | 代永翼            | 上村祐翔        |
| 26日昼     | 神谷浩史          | 吉野裕行          | 吉永拓斗          | 古川登志夫              | 野島健児          | 木村良平          | 代永翼            | 上村祐翔        |
| 27日夜     | 神谷浩史          | 吉野裕行          | 千葉翔也          | 古川登志夫              | 野島健児          | 木村良平          | 代永翼            | 上村祐翔        |
| 20日昼・夜 | 浪川大輔          | 岡本信彦          | 保住有哉          | 島田敏                  | 小野大輔          | 江口拓也          | 柿原徹也          | 堀江瞬          |
| 26日夜     | 浪川大輔          | 岡本信彦          | 保住有哉          | 島田敏                  | 小野大輔          | 江口拓也          | 柿原徹也          | 堀江瞬          |
| 27日昼     | 浪川大輔          | 岡本信彦          | 吉永拓斗          | 島田敏                  | 小野大輔          | 江口拓也          | 柿原徹也          | 堀江瞬          |

スタッフ
- シナリオ：相沢沙呼
- 演出：伊藤マサミ
- 音楽：島秀行
- スーパーバイザー：水島精二

#### 密室の中の亡霊 幻視探偵（再演）
- 2024年4月13日・14日：立川ステージガーデン（東京）

| 日程       | キャスト | キャスト | キャスト | キャスト   | キャスト | キャスト | キャスト | キャスト |
| 2024年4月  | 暁玄十朗 | 斗真摂理 | 三条透   | 三条虚霊   | 浅野宗一 | 鹿島正次 | 笹木三郎 | 田辺清   |
| ---------- | -------- | -------- | -------- | ---------- | -------- | -------- | -------- | -------- |
| 13日昼・夜 | 神谷浩史 | 吉野裕行 | 保住有哉 | 島田敏     | 代永翼   | 前野智昭 | 江口拓也 | 堀江瞬   |
| 14日昼・夜 | 浪川大輔 | 岡本信彦 | 吉永拓斗 | 古川登志夫 | 木村良平 | 古川慎   | 大塚剛央 | 上村祐翔 |

スタッフ
- シナリオ：相沢沙呼
- 演出：伊藤マサミ
- 音楽：佐々木裕
- アソシエイトプロデューサー：水島精二

### 作るカノジョと僕らのテ
神谷浩史が原案を担当し、綾部和がシナリオを手掛けたオリジナル脚本
- 2020年
  - 10月24日・10月25日：舞浜アンフィシアター（千葉）
  - 10月31日・11月1日：オリックス劇場（大阪）

| 日程               | キャスト            | キャスト              | キャスト              | キャスト            | キャスト                      |
| 2020年             | ゴッホ （画家の卵） | ファズ （音楽家志望） | オズ （映像作家志望） | ナイコン （写真家） | ハルミ （シェアハウス管理人） |
| ------------------ | ------------------- | --------------------- | --------------------- | ------------------- | ----------------------------- |
| 10月24日昼・25日夜 | 神谷浩史            | 江口拓也              | 代永翼                | 野島健児            | 早見沙織                      |
| 10月31日昼夜       | 神谷浩史            | 江口拓也              | 代永翼                | 野島健児            | 早見沙織                      |
| 10月24日夜・25日昼 | 浪川大輔            | 木村良平              | 岡本信彦              | 遊佐浩二            | 早見沙織                      |
| 11月1日昼夜        | 浪川大輔            | 木村良平              | 岡本信彦              | 遊佐浩二            | 早見沙織                      |

スタッフ
- 原案：神谷浩史
- シナリオ：綾部和
- 演出：伊藤マサミ
- 音楽：島秀行
- スーパーバイザー：水島精二

### ハコクの剣
脚本に福井晴敏を起用した10周年記念公演オリジナル脚本。江戸時代末期、大きな変革の時を迎えた日本で歴史を揺るがす戦いが始まるストーリー。
- 2021年
  - 10月16日・10月17日：オリックス劇場（大阪）
  - 10月23日・10月24日：舞浜アンフィシアター（千葉）

| 日程       | キャスト | キャスト | キャスト | キャスト | キャスト | キャスト | キャスト   | キャスト |
| 2021年10月 | 佐吉     | 茂助     | 善次     | パードレ | 嘉平     | 橘右京   | ユキノ     | 橘吉政   |
| ---------- | -------- | -------- | -------- | -------- | -------- | -------- | ---------- | -------- |
| 16日昼・夜 | 上村祐翔 | 吉永拓斗 | 代永翼   | 千葉翔也 | 江口拓也 | 木村良平 | 諸星すみれ | 高木渉   |
| 23日夜     | 上村祐翔 | 吉永拓斗 | 代永翼   | 千葉翔也 | 江口拓也 | 木村良平 | 諸星すみれ | 高木渉   |
| 24日昼     | 上村祐翔 | 吉永拓斗 | 代永翼   | 千葉翔也 | 江口拓也 | 木村良平 | 諸星すみれ | 高木渉   |
| 17日昼・夜 | 神谷浩史 | 岡本信彦 | 保住有哉 | 堀江瞬   | 野島健児 | 浪川大輔 | 桑島法子   | 銀河万丈 |
| 23日昼     | 神谷浩史 | 岡本信彦 | 保住有哉 | 堀江瞬   | 野島健児 | 浪川大輔 | 桑島法子   | 銀河万丈 |
| 24日夜     | 神谷浩史 | 岡本信彦 | 保住有哉 | 堀江瞬   | 野島健児 | 浪川大輔 | 桑島法子   | 銀河万丈 |

アンサンブル
- 阿比留大樹
- 生谷一樹
- 打出菜摘
- 内海一弥
- 澤田圭佑

- 清水龍平
- 髙島洋樹
- 内木克洋
- 藤田幸士
- 望月祐治

声の出演
- 小野元春
- 佐藤悠雅
- 三野雄大
- 元吉有希子

スタッフ
- 脚本：福井晴敏
- 演出：伊藤マサミ
- 音楽：前口ワタル

### 魔法の呪文はガン・マビ・レーテ
脚本に會川昇、音楽に佐々木裕、キャラクターデザインには吉松孝博を起用したオリジナル脚本。
- 2022年
  - 10月15日・16日：オリックス劇場（大阪）
  - 10月22日・23日：立川ステージガーデン（東京）

| 日程       | キャスト          | キャスト          | キャスト            | キャスト      | キャスト          | キャスト          | キャスト    | キャスト     |
| 2022年10月 | 老坂 キャクホンカ | 宇津木 ガードマン | 平居 プロデューサー | 若草 カントク | 鈴鹿 アニメーター | 橋田 サツエイの人 | マリコ 声優 | マネージャー |
| ---------- | ----------------- | ----------------- | ------------------- | ------------- | ----------------- | ----------------- | ----------- | ------------ |
| 15日昼夜   | 神谷浩史          | 吉野裕行          | 川島得愛            | 上村祐翔      | 吉永拓斗          | 保住有哉          | 皆口裕子    | 大場真人     |
| 22日昼     | 神谷浩史          | 吉野裕行          | 川島得愛            | 上村祐翔      | 吉永拓斗          | 保住有哉          | 皆口裕子    | 大場真人     |
| 23日昼     | 神谷浩史          | 吉野裕行          | 川島得愛            | 上村祐翔      | 吉永拓斗          | 保住有哉          | 皆口裕子    | 大場真人     |
| 16日昼夜   | 木村良平          | 江口拓也          | 浪川大輔            | 堀江瞬        | 鈴木崚汰          | 岡本信彦          | 井上麻里奈  | 堀秀行       |
| 22日夜     | 木村良平          | 江口拓也          | 浪川大輔            | 堀江瞬        | 鈴木崚汰          | 岡本信彦          | 井上麻里奈  | 大場真人     |
| 23日夜     | 木村良平          | 江口拓也          | 浪川大輔            | 堀江瞬        | 鈴木崚汰          | 岡本信彦          | 井上麻里奈  | 大場真人     |

スタッフ
- 脚本：會川昇
- 演出：伊藤マサミ
- 音楽：佐々木裕
- キャラクターデザイン：吉松孝博
- スーパーバイザー：水島精二

### 天穹のラビアス
脚本に牧野純基を起用したオリジナル脚本。
- 2023年
  - 10月7日・8日：立川ステージガーデン（東京）
  - 10月14日・15日：オリックス劇場（大阪）

| 日程       | キャスト | キャスト | キャスト   | キャスト | キャスト | キャスト | キャスト | キャスト   |
| 2023年10月 | 駆藤眞人 | 射弦八雲 | 立花政一郎 | 朔守英雄 | 青山敬悟 | 呉羽優   | 日野未来 | 住良木星螺 |
| ---------- | -------- | -------- | ---------- | -------- | -------- | -------- | -------- | ---------- |
| 7日昼      | 江口拓也 | 木村良平 | 三木眞一郎 | 関俊彦   | 代永翼   | 吉野裕行 | 上村祐翔 | 吉永拓斗   |
| 8日夜      | 江口拓也 | 木村良平 | 三木眞一郎 | 関俊彦   | 代永翼   | 吉野裕行 | 上村祐翔 | 吉永拓斗   |
| 14日昼夜   | 江口拓也 | 木村良平 | 三木眞一郎 | 関俊彦   | 代永翼   | 吉野裕行 | 上村祐翔 | 吉永拓斗   |
| 7日夜      | 神谷浩史 | 浪川大輔 | 小西克幸   | 古谷徹   | 岡本信彦 | 平川大輔 | 保住有哉 | 堀江瞬     |
| 8日昼      | 神谷浩史 | 浪川大輔 | 小西克幸   | 古谷徹   | 岡本信彦 | 平川大輔 | 保住有哉 | 堀江瞬     |
| 15日昼夜   | 神谷浩史 | 浪川大輔 | 小西克幸   | 古谷徹   | 岡本信彦 | 平川大輔 | 保住有哉 | 堀江瞬     |

スタッフ
- 脚本：牧野純基
- 演出：伊藤マサミ
- 音楽：佐々木裕
- SF設定：堺三保
- スーパーバイザー：水島精二

### 幻視探偵 -笹嘉神島の殺人-
2019年に上演された『密室の中の亡霊 幻視探偵』の続編。引き続き原作に相沢沙呼を起用したオリジナル脚本。
- 2024年
  - 10月19日・20日：オリックス劇場（大阪）
  - 10月26日・27日：TOKYO DOME CITY HALL（東京）

| 日程       | キャスト | キャスト | キャスト | キャスト | キャスト | キャスト | キャスト | キャスト |
| 2024年10月 | 暁玄十朗 | 斗真摂理 | 斗真藍莉 | 浪清     | 龍之介   | 湊       | 湧水     | 木梨巡査 |
| ---------- | -------- | -------- | -------- | -------- | -------- | -------- | -------- | -------- |
| 19日昼夜   | 神谷浩史 | 吉野裕行 | 佐倉綾音 | 堀秀行   | 保住有哉 | 代永翼   | 江口拓也 | 小野賢章 |
| 26日昼     | 神谷浩史 | 吉野裕行 | 佐倉綾音 | 堀秀行   | 保住有哉 | 代永翼   | 江口拓也 | 小野賢章 |
| 27日夜     | 神谷浩史 | 吉野裕行 | 佐倉綾音 | 堀秀行   | 保住有哉 | 代永翼   | 江口拓也 | 小野賢章 |
| 20日昼夜   | 浪川大輔 | 岡本信彦 | 宮本侑芽 | 田中亮一 | 上村祐翔 | 吉永拓斗 | 堀江瞬   | 木村良平 |
| 26日夜     | 浪川大輔 | 岡本信彦 | 宮本侑芽 | 田中亮一 | 上村祐翔 | 吉永拓斗 | 堀江瞬   | 木村良平 |
| 27日昼     | 浪川大輔 | 岡本信彦 | 宮本侑芽 | 田中亮一 | 上村祐翔 | 吉永拓斗 | 堀江瞬   | 木村良平 |

スタッフ
- 原作・脚本：相沢沙呼
- 演出：伊藤マサミ
- 音楽：佐々木裕
- アソシエイトプロデューサー：水島精二

## ラジオ
配信中の番組
Trignalのキラキラ☆ビートR
2012年6月6日よりアニメイトタイムズにて配信されている。
僕らのMusic Park
2017年11月29日よりアニメイトタイムズにて配信されているウェブラジオ番組。SparQlewの5人が力を合わせて、アーティストとして成長していくため、Kiramuneについて、音楽について、皆と一緒に学び、成長していこう！という番組。第2・第4水曜12時の月2回更新。
リスナーから募集し、公式に決定した略称は「僕パ」。
終了した番組
江口拓也と木村良平と代永翼のキラキラ☆ビート
2011年4月10日から2012年4月1日まで、毎週日曜日22:30 - 23:00、ラジオ大阪、Kiramune公式HP、ニコニコ生放送（第9回から）で配信されていた番組。現在配信中の『Trignalのキラキラ☆ビートR』の前身。
ANISON EXPO -Kiramune Edition- supported by Bandai Namco Music Live
2024年4月6日よりTOKYO FMにて3ヶ月限定で放送の、Kiramuneレーベル設立15周年を記念した特別番組。
SparQlewの吉永拓斗をパーソナリティに毎回Kiramuneメンバーをゲストに迎え、最後の2回は入野自由をパーソナリティにゲスト無しで放送された。

## テレビ
終了した番組
KiramuneカンパニーR/L
2015年11月15日から2023年9月30日まで、フジテレビNEXT/フジテレビTWOにて放送されていた。
浪川大輔・吉野裕行のネゴト
2014年10月6日から2015年3月30日まで、毎週月曜25時から25時5分まで、TOKYO MXにて放送されていた。浪川大輔、吉野裕行の2人が声にまつわる様々な情報を紹介。音を使った遊びや、チャレンジやトークを通して仕事の裏側や声優という仕事への姿勢、2人の表現力も見えてくるトーク番組。
おじさん爆弾
Uncle Bombによる冠バラエティ番組が2017年7月26日よりテレ朝チャンネルにて毎月のレギュラー放送。「アラフォー声優が送る、年相応それ相応のバラエティ番組！」。
スーパーチューナー/異能機関
SparQlew主演の実写ドラマが2018年9月14日より、WOWOW番組特設サイトにて、毎週金曜日（全10話）無料配信。2019年1月2日よりTOKYO MXにて地上波放送もされた。

## CD
| 発売日        | タイトル       | 名義                  | 規格品番   | 備考                             |
| ------------- | -------------- | --------------------- | ---------- | -------------------------------- |
| 2016年7月19日 | 僕らの描く未来 | re Kiramune☆All Stars | LZM-2144   | アニメイトオンラインショップ限定 |
| 2023年5月13日 | Endless Notes  | re Kiramune☆All Stars | LACZ-10149 | 「キラフェス2023」会場限定       |

## 映像作品
2012年以降の作品は、アニメイト、A-on STORE、「A!SMART」Kiramuneサイト、ライブ会場でのみの販路限定販売。

### Kiramune Music Festival
|    | 発売日         | タイトル                                                              | 規格品番                             | 規格品番     |
| BD | 発売日         | タイトル                                                              | DVD                                  |              |
| -- | -------------- | --------------------------------------------------------------------- | ------------------------------------ | ------------ |
| 1  | 2010年2月24日  | Kiramune Music Festival 2009 Live DVD                                 |                                      | LABM-7061/2  |
| 2  | 2011年2月25日  | Kiramune Music Festival 2010 Live DVD                                 |                                      | BCBE-4052    |
| 3  | 2012年8月24日  | Kiramune Music Festival 2012 LIVE DVD                                 |                                      | BCBE-4388    |
| 4  | 2013年11月6日  | Kiramune Music Festival 2013 Live Blu-ray・DVD                        | LABX-8037/8                          | LABM-7128/30 |
| 5  | 2014年12月24日 | Kiramune Music Festival 2014 at YOKOHAMA ARENA Blu-ray Disc・DVD      | LABX-8084/6                          | LABM-7160/1  |
| 6  | 2016年2月17日  | Kiramune Music Festival 2015 at YOKOHAMA ARENA Blu-ray Disc・DVD      | LABX-8123/5                          | LABM-7181/2  |
| 7  | 2017年2月1日   | Kiramune Music Festival 2016 at SAITAMA SUPER ARENA Blu-ray Disc・DVD | LABX-8193/5                          | LABM-7212/3  |
| 8  | 2017年11月29日 | Kiramune Music Festival 2017 at YOKOHAMA ARENA Blu-ray Disc・DVD      | LABX-8237/9                          | LABM-7235/6  |
| 9  | 2018年11月28日 | Kiramune Music Festival 2018 at YOKOHAMA ARENA Blu-ray Disc・DVD      | LABX-8297/9                          | LABM-7266/7  |
| 10 | 2019年11月29日 | Kiramune Music Festival ～10th Anniversary～ Blu-ray Disc             | LABX-8384/5 LABX-8386/7 LABX-38384/8 |              |
| 11 | 2023年11月29日 | Kiramune Music Festival 2023 at YOKOHAMA ARENA Blu-ray Disc           | LABZ-10011/3                         |              |
| 12 | 2024年11月27日 | Kiramune Music Festival 2024 at YOKOHAMA ARENA Blu-ray Disc           | LABZ-10031/3                         |              |

### Kiramune Fan×Fun Time
|        | 発売日         | タイトル                  | 規格品番     | 規格品番      |
| 通常版 | 発売日         | タイトル                  | 初回限定版   |               |
| ------ | -------------- | ------------------------- | ------------ | ------------- |
| 1      | 2021年11月24日 | Fan×Fun Time 2021 Blu-ray | LABX-8509/10 | LABX-38509/11 |
| 2      | 2022年11月16日 | Fan×Fun Time 2022 Blu-ray | LABX-8567/9  |               |

### Kiramune Reading Live
|   | 発売日         | タイトル                                                                       | 規格品番     |
| - | -------------- | ------------------------------------------------------------------------------ | ------------ |
| 1 | 2022年5月27日  | Kiramune Presents READING LIVE 『ハコクの剣』Blu-ray Disc                      | BCXM-1725    |
| 2 | 2023年4月26日  | Kiramune Presents READING LIVE 『魔法の呪文はガン・マビ・レーテ』 Blu-ray Disc | LABX-8658/9  |
| 3 | 2024年3月20日  | Kiramune Presents READING LIVE 『天穹のラビアス』 Blu-ray Disc                 | LABZ-10017/8 |
| 4 | 2024年10月18日 | Kiramune Presents READING LIVE 『密室の中の亡霊 -幻視探偵-』 Blu-ray Disc      | LABZ-10025/6 |
| 5 | 2025年4月18日  | Kiramune Presents READING LIVE 『幻視探偵 -笹嘉神島の殺人-』 Blu-ray Disc      | LABZ-10038/9 |

## 書籍
- Pick-up Voice EXTRA Kiramune SPECIAL（2010年2月5日、音楽専科社）ISBN 9784872792713
- Kiramune スタートライン-FANBOOK&SPECIAL TALK CD-（2010年6月21日、角川グループホールディングス）ISBN 9784048544818
- Kiramune SPECIAL BOOK（2012年4月、音楽専科社）ISBN 9784872792485
- Kiramune SPECIAL BOOK Vol.2（2014年5月、音楽専科社）ISBN 9784872792676
- Pick-up Voice EXTRA Kiramune SPECIAL 〜Next Stage〜（2015年8月、音楽専科社）ISBN 9784872792713